# Ядерна енергетика Нігерії
З 2004 року Нігерія має дослідницький реактор китайського виробництва в Університеті Ахмаду Белло, і вона звернулася за підтримкою до Міжнародного агентства з атомної енергії для розробки планів до 4000 МВт ядерних потужностей до 2027 року відповідно до Національної програми з розгортання ядерної енергії для виробництва електроенергії. Нігерія сподівалася розпочати будівництво у 2011 році та розпочати виробництво атомної енергії у 2017–2020 роках. 27 липня 2007 року президент Нігерії Умару Яр-Адуа закликав країну прийняти ядерну енергетику, щоб задовольнити зростаючі потреби енергетики. Будівництво не розпочате, але плани не скасовані до 2016 року.
У квітні 2015 року Нігерія почала переговори з російською державною компанією «Росатом» щодо співпраці щодо проектування, будівництва та експлуатації чотирьох атомних електростанцій до 2035 року, перша з яких буде введена в експлуатацію до 2025 року. У червні 2015 року Нігерія вибрала два місця для планованого будівництва АЕС. Ні уряд Нігерії, ні «Росатом» не розголошують конкретні місця розташування об’єктів, але вважається, що атомні станції будуть розташовані в штаті Аква-Ібом на півдні Нігерії та штаті Когі в центральній північній частині країни. На обох майданчиках планується розмістити по два реактори.
У 2017 році були підписані угоди на будівництво АЕС Іту та АЕС Ґерегу. У 2021 році Transcorp Energy також запропонувала проект реактора OPEN100 як спосіб покращити доступ до електроенергії.

## Перелік реакторів
| Назва  | Блок №. | Реактор | Реактор       | Статус      | Чиста потужність (MW) | Початок будівництва | Комерційне використання | Закриття |
| Назва  | Блок №. | Тип     | Модель        | Статус      | Чиста потужність (MW) | Початок будівництва | Комерційне використання | Закриття |
| ------ | ------- | ------- | ------------- | ----------- | --------------------- | ------------------- | ----------------------- | -------- |
| Іту    | 1       | PWR     | ВВЕР-1200/523 | Заплановано | 1080                  |                     |                         |          |
| Іту    | 2       | PWR     | ВВЕР-1200/523 | Заплановано | 1080                  |                     |                         |          |
| Ґерегу | 1       | PWR     | ВВЕР-1200/523 | Заплановано | 1080                  |                     |                         |          |
| Ґерегу | 2       | PWR     | ВВЕР-1200/523 | Заплановано | 1080                  |                     |                         |          |